# Safiya Zaghlul

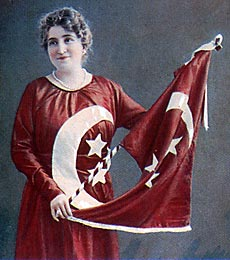

Safiya Zaghlul, född 1876, död 1946, var en egyptisk politiker. Hon var gift med Saad Zaghlul Pasha. 
När maken år 1919 förvisades till Malta blev hon en ledande politisk aktivist och ledargestalt inom Wafd-partiet. Hennes bostad blev ett centrum för partiet, och hon organiserade och ledde en demonstration av 500 kvinnor i protest mot makens förvisning. Hon blev känd som Egyptierns moder (Umm al-Misriyyin). Hon åtföljde sedan maken till den internationella konferensen om Egypten i Paris. 1922 valdes maken till premiärminister. Efter makens död 1927 utsåg hon näste partiledare och fungerade som dennes rådgivare. Efter partiets splittring 1937 avslutade hon sin politiska verksamhet. 
Hon var också ordförande för partiets kvinnogrupp.